# عبدالاحمد درانی
عبدالاحمد درانی (زاده ۱۳۳۸ ولسوالی جلریز - ولایت میدان وردک) سیاستمدار افغانستانی و نماینده مردم ولایت میدان وردک در دوره شانزدهم مجلس نمایندگان است. وی در مجلس شانزدهم نمایندگان افغانستان عضو کمیسیون امور داخلی می‌باشد.

## زندگی‌نامه
عبدالاحمد درانی زاده ۱۳۳۸ از ولسوالی جلریز ولایت میدان وردک است. وی تحصیلات متوسطه خود را تا صنف دهم ادامه داد و از اعضای حزب اتحاد اسلامی که اکنون به حزب دعوت اسلامی تغییر نام داده بوده‌است.

## دیگر فعالیت‌ها
دیگر فعالیت‌های وی:
- قوماندن غند فرقه سوم پیاده جهادی.
- معاون حوزه جبهه متحد شمال.
- قوماندان امنیه ولایت میدان وردک